# 5240 Kwasan
5240 Kwasan (1990 XE) là một tiểu hành tinh vành đai chính được phát hiện ngày 7 tháng 12 năm 1990 bởi Suzuki và Urata ở Toyota.